# 東海大学の人物一覧
東海大学の人物一覧（とうかいだいがくのじんぶついちらん）は、東海大学および2008年に合併統合した九州東海大学、北海道東海大学、東海大学短期大学部高輪キャンパスに関係する人物の一覧記事。

## 歴代総長
- 松前重義 - 初代総長、逓信院総裁、衆議院議員
- 松前達郎 - 第2代総長、本学教授、参議院議員
- 松前義昭 - 第3代総長、本学教授

## 歴代学長
- 梶井剛（1946 - 1947)：初代
- 山崎匡輔（1947 - 1948）：2代
- 濱田成徳（1948 - 1952）：3代
- 松前重義（1952 - 1967）：4代
- 足利惇氏（1967 - 1975）：5代
- 篠原登（1975 - 1978）：6代
- 稲垣優（1984 - 1987）：9代
- 松前達郎（1987 - 1991、2000 - 2003、2007 - 2009）：10・13・15代
- 松前紀男（1991 - 1998）：11代
- 田中俊六（1998 - 2000）：12代
- 高野二郎（2003 - 2007、2009 - 2014）：14・16代
- 山田清志（2014 - 2023）：17代
- 松前義昭（2023 - 2025 ）：18代
- 木村英樹（2025 -）：19代

## 著名な教職員
- 上田誠也 - 地球科学者、海洋研究所
- 佐藤正志 - 政治学者
- 白鳥令 - 政治学者
- 菅井保 - 教育学者、教育学研究所教授
- 福田平 - 法学者
- 杉原泰雄 - 法学者
- 高山岩男 - 哲学者
- 飯田良明 - 社会学者、元芸術工学部教授
- 平朝彦 - 海洋地質学者、元国立研究開発法人海洋研究開発機構 (JAMSTEC) 理事長、海洋研究所所長
- 山田吉彦 - 海洋学部教授、学長補佐（静岡キャンパス長）
- 首藤信彦 - 元衆議院議員
- 木村仁 - 元参議院議員
- 寺田農 - 俳優、特任教授
- 秋山仁 - 数学者
- 藤本祐司 - 元参議院議員、観光学部学部長
- 小柴昌俊 - 特別栄誉教授、物理学者、物理学科教授 (1987-1997) 、ノーベル物理学賞受賞、東京大学特別栄誉教授
- 黒川清 - 特別栄誉教授、医学者、医学部長、日本学術会議会長
- 林義正 - 動力機械工学科、日産自動車を経て本学にてル・マン参戦用レーシングカー製作中、科学技術長官賞受賞
- 山田守 - 建築学科、初期東海大校舎を設計
- 唐津一 - 名誉教授、システム工学者
- 辻原登 - 文学部文芸創作学科、小説家、芥川賞受賞
- 伊井直行 - 文学部文芸創作学科、小説家、読売文学賞受賞
- 宇佐美彰朗 - 体育学部、メキシコ・ミュンヘン・モントリオールオリンピックマラソン代表
- 武見敬三 - 参議院議員
- 葉千栄 - 外国語教育センター、中国関係の研究での第一人者、中国では俳優だった
- 小倉紀蔵 - 元外国語教育センター助教授、元NHK教育テレビジョンハングル講座講師
- 佐原雅通 - ドイツ・オーストリア文学・ロマン派風景画の研究者
- 新田時也 - 経営学部准教授。フードツーリズム研究所理事長も兼任。
- 金沢百枝 - 文学部ヨーロッパ文明学科准教授。西洋美術史
- 金子明寛 - 医学部口腔外科教授。日本歯科薬物療法学会理事長、日本口腔感染症学会理事長
- 上杉尹宏 - 国際文化学部地域創造学科学部長・教授、北海道スキー連盟専務理事、北海道体育協会理事、全日本スキー連盟評議員、北海道体育協会競技力向上委員。全日本スキーノルディック複合ヘッドコーチ、監督。
- 織田憲嗣 - 芸術工学部くらしデザイン学科教授、家具デザイナー、椅子研究家
- 末延吉正 - 文学部広報メディア学科教授、ジャーナリスト。テレビ朝日時代にニュースステーションのディレクター、スーパーJチャンネルのプロデューサーを歴任
- 須田皖次 - 海洋学部教授、元海洋学部長
- 三佐川亮宏 - 文学部歴史学科西洋史専攻教授。ドイツ中世史を専攻。日本学士院賞受賞
- 金慶珠 - 教養学部国際学科教授
- 藤森修 - 国際文化学部教授。デンマーク建築家協会会員
- 辻中豊 - 副学長（文系担当）、政治経済学部政治学科教授
- 石田千 - 文化社会学部文芸創作学科教授、エッセイスト、小説家
- 青山七恵 - 文化社会学部文芸創作学科講師、小説家、芥川賞受賞
- 陸川章 - 体育学部競技スポーツ学科教授、東海大学男子バスケットボール部シーガルス監督
- 西出仁明 - 体育学部競技スポーツ学科准教授、東海大学陸上競技部長距離・駅伝ヘッドコーチ
- 室井光広 - 小説家、文芸評論家、文学部文芸創作学科教授
- 倉数茂 - 小説家、文化社会学部文芸創作学科准教授
- 佐々木正五 – 元医学部教授、初代医学部長、東海大学名誉教授、東海大学医療技術短期大学学長、正七位（1945年）、勲二等瑞宝章（1994年）
- 尾身朝子 - 政治家、総合科学技術研究所教授（非常勤）
- 河上民雄 - 政治家、名誉教授
- 川上和久 - 麗澤大学教授、元広報学科情報社会課程助教授
- 松前仰 - 工学部教授、政治家、短期大学部学長、北海道東海大学学長
- 佐々木茂美 - 機械工学者、気評論家
- 湯川豊 - 編集者、評論家、エッセイスト、文学部文芸創作学科教授
- 茂在寅男 - 水中考古学者
- 寿岳潤 - 天文学者、文明研究所教授
- 関英男 - 電気工学者
- 吉田庄司 - 元理事、元研究推進本部長、元開発工学部長
- 中嶋貞雄 - 物理学者、名誉教授
- 菊池誠 - 理学者、元ソニー中央研究所長、元工学部電子工学科教授
- 中村義作 - 教育開発研究所教授
- 内田健三 - 政治評論家、政治ジャーナリスト、東海大学社会科学研究所教授
- 広瀬研吉 – 原子力安全・保安院院長（第3代）
- 辻康吾 - 中国学者
- 廣川洋一 - 古代ギリシア哲学、文学部文明学科教授
- 大谷杉郎 - ピッチ系炭素繊維を発明、開発工学部素材工学科教授
- 関根嘉香 - 環境化学者、理学部化学科教授
- 藤岡知夫 - 理学部物理学科教授
- 種子島時休 - 日本初のジェット機橘花の開発者
- 河井孝仁 - 社会学者、情報科学者、文化社会学部広報メディア学科教授
- 田中昭二 - 超伝導物理、元理学部物理学科教授
- 加藤直三 - 水中ロボット工学、バイオメカニクス、元海洋学部マリンデザイン工学科教授
- 内藤一郎 - 航空学者、元工学部航空宇宙学科講師
- 藤田宏 - 数学者、元教育開発研究所教授
- 岩下光男 - 海洋工学者、元北海道東海大学学長補佐
- 林建彦 - ジャーナリスト、名誉教授
- 辻哲夫 - 物理学者、科学史家、名誉教授
- 星野通平 - 地質学者、元海洋学部教授、名誉教授
- 松橋通生 - 生物学者、元開発工学部生物工学科教授
- 三原義男 - 工学者、元情報デザイン工学部教授、元情報デザイン工学部長、元学長室室長、元北海道東海大学学長、名誉教授
- 吉田研介 - 建築家、工学部建築学科教授、名誉教授
- 藤森修 - 建築家、国際文化学部国際コミュニケーション学科教授
- 加藤久晴 - テレビディレクター、メディア学者、ジャーナリスト、元文学部広報メディア学科教授
- 高辻正基 - 植物工場の創始者、文理シナジー学会を設立、元開発工学部生物工学科教授
- 西村弘行 - 農学者、実業家、元北海道東海大学学長
- 川野重任 - 農業経済学者、元政治経済学部経済学科教授
- 谷岡理香 - メディア学者、元フリーアナウンサー文化社会学部広報メディア学科教授
- 細田衛士 - 環境経済学者、副学長、政治経済学部経済学科教授、
- 水島久光 - メディア論、社会思想、情報記号論、文化社会学部広報メディア学科教授
- 堀真奈美 - 公共政策・社会保障が専門、初代健康学部長、健康学部健康マネジメント学科教授
- アルモーメン・アブドーラ - 言語研究家、国際学部国際学科教授
- 小塚洋司 - 電磁波工学者、工学部通信工学科教授退任後に名誉教授
- 角田政芳 - 知的財産法、総合社会科学研究所所長
- 長尾年恭 - 地球物理学者、地震予測で有名、東海大学海洋研究所地震予知･火山津波研究部門客員教授
- 平田光子 - 経営学者、経営学部長、経営学部経営学科教授
- 幕内博康 - 外科医、医学部付属病院第6代病院長
- 印東道子 - 考古学者、元国際文化学科比較文化専攻教授 ※北海道東海大学
- 上月豊久 - 前ロシア連邦駐箚特命全権大使、平和戦略国際研究所所長、国際学部国際学科教授
- 中谷和弘 - 法学者、国際法が専門、法学部法律学科教授
- 植田恭史 - 関東学生陸上競技連盟会長、元体育学部競技スポーツ学科教授

## 著名な出身者

### 研究

#### 本学教員の東海大関係者
- 光澤舜明 - 元理学部教授。元北海道東海大学学長
- 高野二郎 - 理学部教授、東海大学副総長、元東海大学学長
- 内田裕久 - 特別栄誉教授・学校法人東海大学理事・評議員、かながわサイエンスパーク代表取締役社長
- 山下泰裕 - 柔道家。体育学部武道学科教授、東海大学副学長、柔道部師範。国民栄誉賞受賞。国際柔道連盟理事
- 大崎栄 - 体育学部助教授 バルセロナオリンピック陸上10000メートル代表
- 高野進 - 陸上競技選手。オリンピック陸上競技400mファイナリスト。体育学部競技スポーツ学科教授
- 木村英樹 - 東海大学学長、工学部機械システム工学科教授、東海大学ソーラーカーチーム監督、学校法人東海大学理事、日本太陽エネルギー学会理事＆フェロー
- 上水研一朗 - 体育学部武道学科教授、東海大学体育会柔道部男子監督
- 小林隆 - 政治経済学部政治学科教授
- 志水義夫 - 文学部日本文学科教授
- 藤井壮浩 - 体育学部競技スポーツ学科准教授、東海大学女子バレーボール部監督

#### 他大学教員の東海大関係者
- 青山潤 - 東京大学大気海洋研究所教授、講談社エッセイ賞
- 荒井祐介 - 日本大学法学部准教授
- 岩崎正洋 - 日本大学法学部教授、日本公共政策学会理事
- 太田章 - 早稲田大学スポーツ科学部教授、レスリング選手
- 後藤泰之 - 愛知工業大学学長、日本私立大学協会副会長
- 西尾チヅル - 筑波大学副学長、日本商業学会副会長、日本学術会議会員
- 日髙真吾 - 国立民族学博物館教授、文化財保存修復学会業績賞
- 和田裕 - 長岡造形大学学長
- 蒔田実 - 国際武道大学前学長
- 丹羽文生 - 政治学、作新学院大学研究員
- 永井良和 - 政治学、拓殖大学政経学部教授
- 米田浩志 - 建築家、北海学園大学工学部教授
- 沼波秀樹 - 海洋生物学者、東京家政学院大学教授
- 近藤直司 - 医学者、大正大学人間学部教授
- 篠原一之 - 長崎大学大学院医歯薬学総合研究科教授
- 村田正夫 - 大阪成蹊大学マネジメント学部教授

### 政治

#### 国会議員
- 田中慶秋（第91代法務大臣）
- 青木薪次（第60代労働大臣）※中退
- 谷川とむ（衆議院議員、元総務大臣政務官）
- 東国幹（衆議院議員）
- 自見英子（参議院議員、内閣府特命担当大臣）医師
- 横山北斗（元衆議院議員）
- 渋谷修（元衆議院議員）※中退
- 米津等史（元衆議院議員）
- 高橋嘉信（元衆議院議員）
- 小林正枝（元衆議院議員）
- 椎木保（元衆議院議員）
- 初鹿野裕樹（参議院議員）

#### 市町村長
- 荒木泰臣（熊本県嘉島町長）
- 石田進（茨城県神栖市長）
- 市村隆（元栃木県岩舟町長）
- 小野克典（埼玉県桶川市長）
- 小出譲治（千葉県市原市長）※ 短期大学部
- 小嶋英嗣（元和歌山県那智勝浦町長）
- 菅谷憲一郎（元茨城県古河市長）
- 服部信明（元神奈川県茅ヶ崎市長）※中退
- 松本照彦（熊本県多良木町長）
- 江口隆一（元熊本県水俣市長）
- 本山博幸（神奈川県松田町長）

#### 地方議会議員
- 松田良昭（第100代神奈川県議会議長）
- 森祐喜（元石川県議会議員）※中退
- 山﨑一輝（東京都議会議員）※中退

### 財界
- 小島章利 - コジマ 元代表取締役会長
- 亀井文雄 - 愛媛FC 元代表取締役社長
- 原田泳幸 - ベネッセコーポレーション元代表取締役社長、Apple Computer元社長、日本マクドナルドホールディングス前社長
- 千田幸信 - スクウェア・エニックス・ホールディングス取締役、ドラゴンクエストシリーズプロデューサー（中退）
- 佐野實 - ニプロ創業者・初代代表取締役社長
- 左右田稔 - 東建コーポレーション創業者・代表取締役社長兼会長（中退）
- 吉村正裕 - 吉村酒造 代表取締役社長
- 森下直人 - ドリームステージエンターテインメント代表取締役社長
- 島田亨 - 楽天野球団代表取締役社長兼球団オーナー
- 田邊公己 - カッパ・クリエイト代表取締役社長、ジョリーパスタ 元代表取締役社長、ココスジャパン 元代表取締役社長
- 福井茂雄 - 昭和産業代表取締役社長、製粉協会会長
- 山崎大地 - 国際宇宙サービス代表取締役社長
- 吉村和文 - ケーブルテレビ山形代表取締役社長
- 梅崎伸幸 - Sun-Gence代表取締役、日本プロeスポーツ連盟共同代表理事
- 島津清彦 - シマーズ代表取締役社長、禅トレプレナー協会代表理事、元ソニー不動産取締役。元スターツピタットハウス代表取締役社長
- 福留脩文 - 西日本科学技術研究所代表取締役
- 槙野光昭 - カカクコム創業者・初代代表取締役社長、オニカム代表取締役
- 野村俊巳 - 熊本銀行代表取締役頭取（九州東海大学）
- 森山智樹 - fundbook代表取締役
- 浜野慶一 - 浜野製作所代表取締役社長
- 芹澤孝悦 - アーバンファーミング(都市農)プロデューサー、プランティオ株式会社代表取締役CEO

### 漫画家・アニメーション
- 宮下裕樹（漫画家『正義警官モンジュ』）
- モンキーパンチ（漫画家『ルパン三世』）※短期大学部中退
- 和田慎二（漫画家『スケバン刑事』）
- 尾田栄一郎（漫画家『ONE PIECE』）※九州東海大学中退
- 許斐剛（漫画家『テニスの王子様』）
- 栗原正尚（漫画家『怨み屋本舗』）
- 渡部高志（アニメーション監督『スレイヤーズ』）
- 塚原洋一（漫画家『こちらツカハラ探偵事務所』）
- 鈴ノ木ユウ（漫画家『コウノドリ』）
- 屋宜知宏（漫画家『アイアンアイト』）

### 文化

#### 小説家・作家
- 夢枕獏（小説家）
- 山形石雄（ライトノベル作家）
- 秋葉千景（ライトノベル作家）
- 鈴木孝成（ゲーム作家・医師）
- 都築隆広（小説家）
- 井上尚登（小説家・推理作家）
- あんびるやすこ（絵本作家）
- 南杏子（小説家・医師）

#### 脚本家
- 奥寺佐渡子（脚本家）
- 古沢良太（脚本家）
- ラスプーチン矢野（脚本家・放送作家・映画監督）
- 石原健次（放送作家）
- 城戸口寛（構成作家・小説家）
- 穴吹一朗（脚本家）

#### 映画監督
- 小野田嘉幹（映画監督・脚本家）
- 河野圭太（演出家・映画監督・「古畑任三郎」等の演出）
- 原隆仁（演出家・映画監督）
- 小峯隆生（ジャーナリスト・映画監督）
- 米田彰（映画監督・脚本家）※中退
- 田川幹太（映画監督）
- 國米修市（映画監督・オリジナルビデオ監督・操演・特殊効果・デジタル合成）
- 草野なつか（映画監督）

#### その他の文化
- 川島令三（鉄道アナリスト）
- 岩田暁美（スポーツライター）
- 川井憲次（作曲家）※中退
- 村松健太郎（映画ライター）
- 荒川眞一郎（ファッションデザイナー）
- 高橋ヒロ（テディベアアーティスト・アートディレクター・アートコンシェルジュ©・慈善活動家）
- 岸勇希（コミュニケーション・デザイナー・クリエイティブ・ディレクター）
- 岩谷徹（ゲームクリエイター）
- 横山昌義（ゲームクリエイター）
- 岡部耕大（劇作家）
- 澤和雄（ゲーム作曲家）
- 高倉文紀（アイドル評論家）
- 速水健朗（ライター・編集者）
- 三好和義（写真家）
- 内山りゅう（水中写真家）
- 横山真人（宗教家）
- 松本修明（僧侶）
- 勝又清和（将棋棋士 六段）
- 清谷信一（ジャーナリスト）
- 小谷野哲郎（バリ仮面舞踊家、インドネシア芸能コーディネーター）
- 津川哲夫（モータースポーツジャーナリスト）
- 小野瀬由一（経営コンサルタント）
- 稲川英希（ヤクザ）

### 医学
- 宇野克明（腫瘍免疫学者・日本免疫治療学会会長）
- 川名明彦（内科医・防衛医科大学教授・人事院総裁賞）

### 建築家
- 岩崎克也 東海大学建築都市学部長
- 武井誠 ※東北大学非常勤講師
- 田根剛 ※北海道東海大学

### 宇宙
- 松浦真弓 ※短期大学部

### 芸能

#### 歌手
- 立見里歌（元おニャン子クラブ）
- 高畠真紀（元おニャン子クラブ）
- HAKUEI（ヴォーカリスト・PENICILLIN）
- 千聖（ギタリスト・PENICILLIN）
- 森友嵐士（ミュージシャン・元T-BOLAN）
- 米倉千尋（ミュージシャン）
- 間慎太郎（ミュージシャン）
- 小出祐介（ギターボーカリスト・Base Ball Bear）※中退
- KIN（ヒップホップミュージシャン）
- 松村冬風（歌手）
- 町支寛二（ギタリスト・浜田省吾バンドメンバー・元愛奴メンバー）※中退
- 田中義人（ギタリスト・音楽プロデューサー）※北海道東海大学

#### 俳優・女優
- 飯沼誠司
- 石川雅宗
- 泉政行
- 和泉宗兵
- 岡本信人
- 神農直隆
- 加藤貴子 ※短期大学部
- 北岡夢子
- 久保田悠来
- 境浩一朗 ※九州東海大学
- 坂口憲二
- 宍戸美和公
- 照英
- 鈴木宏那
- 仁科扶紀
- 浜畑賢吉 ※中退
- 森下能幸 ※中退
- 山崎美貴 ※中退
- 山崎一
- 山本博子（女優）
- 若松俊秀
- 迫田圭司
- 出光秀一郎
- 更井孝行
- 渡部龍平 ※中退
- 木村達成
- 金守珍（劇団『新宿梁山泊』代表・俳優・演出家）
- 稲田博（俳優、脚本家、演出家）※北海道東海大学

#### コメディアン・テレビタレント
- 見栄晴（タレント）※中退
- 乱一世（タレント）
- 大竹一樹（お笑いタレント・さまぁ〜ず）※中退
- 三村マサカズ（お笑いタレント・さまぁ〜ず）※中退
- 亜生（お笑いタレント・ミキ)
- 間慎太郎（コメディアン・間寛平の息子）
- 英明（ものまねタレント）
- 鈴川絢子（お笑いタレント）※中退
- 角田晃広（お笑いタレント）
- 上原さくら（タレント）
- リュウ・ヒジュン（タレント）

#### 落語家
- 五代目三遊亭金馬
- 春風亭昇太 ※中退
- 柳家一九
- 春風亭昇乃進
- 六代目古今亭今輔 ※中退
- 林家錦平 ※中退
- 林家たけ平
- 春風亭柳雀
- 昔昔亭喜太郎

#### 声優
- 里内信夫
- 星野充昭
- 滑川洋平
- 仙台エリ ※短期大学部
- 中原茂 ※中退
- 緒方恵美 ※中退
- 桃井はるこ ※中退
- 戸谷公次
- 佐藤佑暉
- 太地琴恵

#### その他のジャンル
- みんしる（DJ・ナレーター）
- バカボン鬼塚（ラジオパーソナリティ）
- サヘル・ローズ（イラン出身のタレント）
- 吉田敬（作曲家・キーボード奏者）
- KENZO（ダンサー・振付家・DA PUMP）
- 大田賢二（ナレーター・俳優）
- 秋元梢（ファッションモデル）
- 河村友歌（モデル）
- ミスターTK（マジシャン）

### スポーツ

#### 野球
- 相川良太 - 元オリックス・バファローズ
- 相本和則 - 元日本ハムファイターズ
- 青山道雄 - 元西武ライオンズ、現横浜DeNAベイスターズコーチ
- 赤間謙 - 元横浜DeNAベイスターズ
- 荒波翔 - 元横浜DeNAベイスターズ
- 安藤強 - 元東海大学監督、元Honda監督、現読売ジャイアンツコーチ
- 安藤学 - 元千葉ロッテマリーンズ
- 石井昭男 - 元中日ドラゴンズ
- 伊志嶺翔大 - 元千葉ロッテマリーンズ、現コーチ
- 井尻陽久 - 元東海大学監督、元日本生命監督
- 市川和正 - 元横浜大洋ホエールズ
- 市川貴之 - プロ野球審判員
- 市川友也 - 元福岡ソフトバンクホークス
- 伊藤寿文 - 元広島東洋カープ
- 稲嶺茂夫 - 元横浜ベイスターズ、現スカウト
- 猪口雄大 - 元火の国サラマンダーズ
- 井辺康二 - 元千葉ロッテマリーンズ、現野球部コーチ
- 今川優馬 - 北海道日本ハムファイターズ（北海道キャンパス）
- 岩井美樹 - 国際武道大学野球部監督、体育学者、元東海大学監督
- 岩﨑恭平 - 元オリックス・バファローズ
- 上田次朗 - 元阪神タイガース
- 上野純輝 - 元徳島インディゴソックス（北海道キャンパス）
- 内田強 - 元福岡ダイエーホークス
- 海野隆司 - 福岡ソフトバンクホークス
- 遠藤一彦 - 元横浜大洋ホエールズ
- 太田充 - 立正大学淞南高等学校監督（在学中は準硬式野球部）
- 大塚晶則 - 元テキサス・レンジャーズ、現中日ドラゴンズコーチ
- 大城卓三 - 読売ジャイアンツ
- 大松尚逸 - 元東京ヤクルトスワローズ、現コーチ
- 大八木治 - 高校野球指導者
- 小川一平 - 阪神タイガース（九州キャンパス）
- 小田嶋正邦 - 元読売ジャイアンツ
- 岡上和典 - 元広島東洋カープ
- 荻原満 - 元読売ジャイアンツ
- 加治前竜一 - 元読売ジャイアンツ
- 加藤高康 - 元千葉ロッテマリーンズ
- 金子隆浩 - 元茨城アストロプラネッツ（在学中は硬式野球部に未所属）
- 木下智裕 - 元読売ジャイアンツ
- 久保裕也 - 元読売ジャイアンツ、楽天コーチ
- 小林敦 - 元千葉ロッテマリーンズ、現スカウト
- 小林正人 - 元中日ドラゴンズ
- 酒井勉 - 元オリックス・ブルーウェーブ
- 坂口真規 - 元読売ジャイアンツ
- 佐久間浩一 - 元日本ハムファイターズ
- 佐竹学 - 元東北楽天ゴールデンイーグルス、現オリックス・バファローズコーチ
- 佐藤真一 - 元ヤクルトスワローズ
- 鞘師智也 - 元広島東洋カープ、現スカウト
- 菅野智之 - ボルチモア・オリオールズ
- 鈴木昂平 - 元オリックス・バファローズ、現コーチ
- 高野光 - 元ヤクルトスワローズ
- 田中広輔 - 広島東洋カープ
- 田中俊太 -  オイシックス新潟アルビレックスBC
- 筑川利希也 - 元社会人野球選手（Honda）、第72回選抜高等学校野球大会優勝投手（東海大学付属相模高等学校）、第80回都市対抗野球大会最優秀選手賞（橋戸賞）
- 津末英明 - 元日本ハムファイターズ
- 中川皓太 - 読売ジャイアンツ
- 長坂秀樹 - 元米国ウエスタン・ベースボール・リーグソラノスティールヘッズ（野球部途中退部）
- 長谷川国利 - 東海大学野球部監督、元大洋ホエールズ、読売ジャイアンツスカウト
- 林裕幸 - 元アマチュア野球指導者、シドニー五輪日本代表コーチ
- 原辰徳 - 元読売ジャイアンツ選手・監督、第2回WBC日本代表監督
- 原田豊 - 元北海道日本ハムファイターズ二軍監督
- 平野恵一 - 元オリックス・バファローズ
- 廣池康志郎 - 千葉ロッテマリーンズ（九州キャンパス）
- 伏見寅威 - 北海道日本ハムファイターズ
- 藤井亮太 - 元東京ヤクルトスワローズ（海洋学部野球部）
- 正村公弘 - 亜細亜大学硬式野球部監督
- 松井宏次 - 元東北楽天ゴールデンイーグルス
- 丸山泰資 - 元中日ドラゴンズ
- 水野滉也 - 元横浜DeNAベイスターズ（北海道キャンパス）
- 宮下正彦 - 元大洋ホエールズ（中退）
- 宮原駿介 - 読売ジャイアンツ（静岡キャンパス）
- 村中秀人 - 元東海大学付属甲府高等学校監督、元東海大学付属相模高等学校監督
- 森中聖雄 - 元横浜ベイスターズ、アトランタオリンピック代表
- 門馬敬治 - 元東海大相模高校、創志学園高等学校監督
- 山﨑伊織 - 読売ジャイアンツ
- 吉田侑樹 - 北海道日本ハムファイターズ
- 若林弘泰 - 東海大学菅生高等学校監督、元中日ドラゴンズ
- 渡辺伸治 - 元オリックスブルーウェーブ
- 渡辺孝博 - 元ヤクルトスワローズ
- 渡辺勝 - 元中日ドラゴンズ

#### サッカー
- 上川徹 - 元サッカー国際審判員、2002・2006年のFIFAワールドカップの主審
- 今川正浩 - 元プロサッカー選手、東海大学サッカー部監督
- 菊池忍 - ジェフユナイテッド市原・千葉フィジカルコーチ
- 西入俊浩 - サッカー日本女子代表GKコーチ
- 飯島寿久 - 元名古屋グランパス
- 後藤太郎 - 元名古屋グランパス
- 服部年宏 - 元ジュビロ磐田、1998年W杯・2002年W杯サッカー日本代表、福島ユナイテッドFC監督 ※中退
- 澤登正朗 - 元清水エスパルス、元日本代表
- 掛川誠 - 元清水エスパルス
- 田坂和昭 - 元サッカー日本代表、栃木SC監督
- 大原卓丈 - 元福島ユナイテッドFC
- 山口素弘 - 元横浜FC、1998年W杯サッカー日本代表、元横浜FC監督
- 増田功作 - 横浜FCヘッドコーチ
- 菅原大介 - 栃木SCヘッドコーチ
- 永里優季 - チェルシーLFC、サッカー日本女子代表
- 寺田周平 - 川崎フロンターレコーチ。元日本代表
- 川元正英 - 元川崎フロンターレ
- 岩井厚祐 - 元横浜フリューゲルス
- 前田治 - 元横浜フリューゲルス
- 井上和馬 - 元Y.S.C.C.横浜
- 吉田明生 - 元Y.S.C.C.横浜
- 北原大奨 - Y.S.C.C.横浜
- 岩壁裕也 - 元Y.S.C.C.横浜
- 加藤望 - 元湘南ベルマーレ。元日本代表
- 小久保純 - 元モンテディオ山形
- 鳥居塚伸人 - 元ザスパ草津
- 柳澤宏太 - 元ザスパ草津
- 礒貝洋光 - 現プロゴルファー、元浦和レッドダイヤモンズ、元日本代表。（中退）
- 田北雄気 - 横浜FCGKコーチ
- 岩上祐三 - ザスパクサツ群馬
- 金井隆太 - 元ヴァンラーレ八戸
- 峯勇斗 -  ブリオベッカ浦安、元VONDS市原、藤枝MYFC。（中退）
- 橋本雄二 - 元ガンバ大阪
- 須藤大輔 - 元ヴィッセル神戸
- 海本慶治 - 元ヴィッセル神戸
- 石末龍治 - アルビレックス新潟GKコーチ
- 佐藤晃大 -元 徳島ヴォルティス
- 石井健太 -FC延岡AGATA、元 テゲバジャーロ宮崎、カマタマーレ讃岐
- 吉田安孝 - 元サンフレッチェ広島
- 釘崎康臣 - 元アビスパ福岡、ホンダロックSCコーチ
- 川島大地 - 元ギラヴァンツ北九州
- 岡中勇人 - 元大分トリニータ。元日本代表
- 片渕浩一郎 - サガン鳥栖ヘッドコーチ
- 酒井崇一 - カターレ富山
- 武井成豪 - FC大阪
- 面矢行斗 - ジェイリースFC
- 赤田法生 - マドゥラ・ユナイテッドFC

#### バスケットボール
- 阿部佑宇 - 元和歌山トライアンズ
- 飯島早紀 - トヨタ紡織サンシャインラビッツ
- 池田雄一 - 新潟アルビレックスBB
- 石井講祐 - サンロッカーズ渋谷
- 石崎巧 - 琉球ゴールデンキングス
- 伊藤達哉 - 大阪エヴェッサ
- 井上聡人 - 元東京サンレーヴス
- 内田旦人 - レバンガ北海道
- 内海慎吾 - 京都ハンナリーズ
- 卜部兼慎 - 豊田合成スコーピオンズ
- 大倉颯太 - 千葉ジェッツふなばし
- 大舘真央 - アイシン ウィングス
- 大塚裕土 - アルティーリ千葉
- 鹿毛誠一郎 - 三遠ネオフェニックスアシスタントコーチ（九州東海大学卒）
- 勝又英樹 - 元東京アパッチ→仙台89ERS→大阪エヴェッサ
- 狩野祐介 - 名古屋ダイヤモンドドルフィンズ
- 河村勇輝（中退） - 横浜ビー・コルセアーズ
- 小林慎太郎 - 熊本ヴォルターズ
- ザック・バランスキー - アルバルク東京
- 佐々宜央 - プロバスケットボールコーチ
- 笹倉怜寿 - アルバルク東京
- 佐藤卓磨 - 千葉ジェッツふなばし
- 佐土原遼 - 琉球ゴールデンキングス
- 須田侑太郎 - アルバルク東京
- 多嶋朝飛 - レバンガ北海道
- 田中大貴 - サンロッカーズ渋谷
- 中濱達也 - プロバスケットボール選手
- 中山拓哉 - 秋田ノーザンハピネッツ
- 西堂雅彦 - 元トヨタ自動車 → レノヴァ鹿児島
- 西村文男 - 千葉ジェッツふなばし
- 竹内譲次 - アルバルク東京・日本代表
- 西垣仁貴 - 元富山グラウジーズ
- 橋本晃佑 - 富山グラウジーズ
- 晴山ケビン - 広島ドラゴンフライズ
- 久山智志 - 京都ハンナリーズアシスタントコーチ（九州東海大学卒）
- 平岩玄 - アルバルク東京
- 藤永佳昭 - 千葉ジェッツふなばし
- 古川孝敏 - 秋田ノーザンハピネッツ
- ベンドラメ礼生 - サンロッカーズ渋谷
- 松崎裕樹 - 横浜ビー・コルセアーズ
- 前村雄大 - トライフープ岡山
- 満原優樹 - 琉球ゴールデンキングス
- 森口朱音 - アイシン ウィングス
- 山根謙二 - 元埼玉ブロンコスヘッドコーチ
- 遥天翼 - 茨城ロボッツ

#### 柔道
- 猪熊功（1964年東京オリンピック金メダリスト）
- 山下泰裕（ロサンゼルスオリンピック金メダリスト・日本オリンピック委員会会長・全日本柔道連盟会長・国民栄誉賞受賞者）
- 井上康生（シドニーオリンピック金メダリスト）
- 塚田真希（アテネオリンピック金メダリスト・北京オリンピック銀メダリスト）
- 田知本遥（リオデジャネイロオリンピック金メダリスト）
- 田知本愛
- 柏崎克彦（世界選手権金メダリスト）
- 香月清人（世界選手権金メダリスト）
- 甲斐康浩
- 板楠忠士（モンゴル国スポーツマスター）
- 八戸かおり
- 飛塚雅俊
- 中村佳央（世界選手権金メダリスト）
- 中村兼三（アトランタオリンピック金メダリスト）
- 中村行成（アトランタオリンピック銀メダリスト）
- 松尾徳子
- 鳥居智男
- 越野忠則（バルセロナオリンピック銅メダリスト）
- 徳野和彦
- 大熊政彦
- 中矢力（ロンドンオリンピック銀メダリスト）
- 髙藤直寿（リオデジャネイロオリンピック銅メダリスト・2020年東京オリンピック金メダリスト）
- 穴井亮平
- 羽賀龍之介（リオデジャネイロオリンピック銅メダリスト）
- 王子谷剛志
- 橋本壮市（2024年パリオリンピック銅メダリスト）
- 高市賢悟
- 原口謙一
- 中西英敏
- 須貝等
- 村田正夫
- 岡泉茂
- 福岡政章
- 今井優子
- 平井希
- 長島啓太
- 吉田優也
- 金琳煥（韓国籍）
- 高木海帆（オーストラリア国籍）
- エルビスマル・ロドリゲス（リオデジャネイロオリンピック女子70kg級ベネズエラ代表）
- ベイカー茉秋（リオデジャネイロオリンピック金メダリスト）
- ウルフ・アロン（2020年東京オリンピック金メダリスト）
- 石井竜太
- 八巻祐
- 渡邉勇人
- 村尾三四郎（2024年パリオリンピック銀メダリスト）
- 永山竜樹（2024年パリオリンピック銅メダリスト）

#### 空手
- 黒澤浩樹 - 空手家、1984年全日本空手道選手権大会優勝、1991年全世界空手道選手権大会3位
- 小笠原和彦 - 空手家、元プロレスラー

#### 陸上競技
- 高野進（短距離走・400m日本記録保持者・現在陸上競技部総監督・日本陸連強化委員長）
- 伊東浩司（短距離走・100m日本記録保持者）
- 諏訪利成（アテネ五輪マラソン日本代表：6位入賞）
- 末續慎吾（シドニー・アテネ五輪日本代表・200m日本記録保持者・北京五輪陸上400mリレー第二走者：銀メダリスト）
- 醍醐直幸（北京五輪走高跳日本代表）
- 塚原直貴（北京五輪陸上400mリレー第一走者：銀メダリスト）
- 大崎栄（バルセロナ五輪10000m日本代表）
- 太田裕久（短距離走・元100m日本記録保持者）
- 中村哲也（短距離走・1999年セビリア世界陸上競技選手権 100m代表）
- 藤本俊之（短距離走・2001年エドモントン世界陸上競技選手権 男子400mリレー日本代表）
- 宮崎久（短距離走・2003年パリ世界陸上競技選手権 200m日本代表・男子400mリレー日本代表）
- 山口有希（短距離走・2004年アテネ五輪400m代表）
- 田川茂（セビリア世界陸上走幅跳代表）
- 吉野達郎（ヘルシンキ世界陸上400メートルリレー：8位）
- 両角速（指導者・東海大学陸上競技部駅伝監督）
- 生井怜（長距離走・元スズキ陸上競技部）
- 伊達秀晃（長距離走・元中国電力陸上競技部）
- 佐藤悠基（長距離走・大邱・モスクワ世界陸上競技選手権日本代表・ロンドン五輪日本代表）
- 村澤明伸（長距離走・第19回アジア陸上競技選手権大会日本代表・2017年北海道マラソン：優勝）
- 早川翼（長距離走・2011年中国・深圳ユニバーシアード銅メダリスト・元トヨタ自動車陸上長距離部・ニューイヤー駅伝2連覇メンバー）
- 田嶋和也（短距離走・東邦銀行陸上競技部）
- 川端千都（長距離走・SGホールディングス陸上競技部）
- 關颯人（長距離走・2016年世界ジュニア陸上競技選手権大会10000m日本代表）
- 鬼塚翔太（長距離走・2016年世界ジュニア陸上競技選手権大会10000m日本代表）
- 館澤亨次（中長距離走・第101回日本陸上競技選手権大会1500m優勝）
- 阪口竜平（長距離走・2017年日本学生陸上競技選手権大会5000m優勝）
- 勝木隼人（競歩・2018年アジア競技大会50km競歩：優勝）
- 荒井七海（中距離走・第99回日本陸上競技選手権大会1500m優勝）
- 中島怜利（長距離走・プロランナー・YouTuber）
- 名取燎太（長距離走・コニカミノルタ陸上競技部）
- 石原翔太郎（長距離走・SGホールディングス陸上競技部）
- 植田恭史（三段跳・1984年ロサンゼルス五輪三段跳出場）
- 池畠旭佳瑠（三段跳）[1]

#### ウィンタースポーツ
- 瀬間貴浩 - ボブスレー日本代表選手
- 里谷多英 - スキーモーグル選手（長野オリンピック金メダリスト、ソルトレークシティオリンピック銅メダリスト、トリノオリンピック、バンクーバーオリンピック代表（北海道東海大学）
- 國母和宏 - プロスノーボーダー、トリノオリンピック代表、バンクーバーオリンピック入賞、 WINTER X games 2010 3位、US OPEN2003準優勝（表彰台史上最年少・日本人初）、 US OPEN2010 優勝（日本人初）（北海道東海大学）
- 高橋大斗 - ノルディック複合選手（ソルトレークシティオリンピック代表、トリノオリンピック代表、バンクーバーオリンピック代表）（北海道東海大学）
- 附田雄剛 - スキーモーグル選手（ソルトレークシティオリンピック代表、トリノオリンピック代表）（北海道東海大学）
- 湯浅直樹 - アルペンスキー選手（トリノオリンピック代表）（北海道東海大学卒）
- 小林潤志郎 - スキージャンプ選手、2015年世界選手権代表
- 吉田夕梨花 - カーリング選手、2018年平昌オリンピック日本代表

#### プロゴルファー
- 青山加織（女子プロゴルファー）※九州東海大学
- 紫垣綾花（女子プロゴルファー）※九州東海大学中退
- 笠りつ子（女子プロゴルファー）※九州東海大学中退

#### バレーボール

##### 男子
現役選手
- 清水邦広（大阪ブルテオン）※日本代表
- 深津英臣（ウルフドッグス名古屋）※日本代表
- 永露元稀（広島サンダーズ）※日本代表
- 小野寺太志（サントリーサンバーズ大阪）※日本代表
- 山崎彰都（ウルフドッグス名古屋）※日本代表
- 新井雄大（広島サンダーズ）
- 高木啓士郎（広島サンダーズ）
- 佐藤駿一郎（ウルフドッグス名古屋）※日本代表
- 山本龍 ※日本代表
- 佐藤隆哉（VC長野トライデンツ）

引退選手・指導者・関係者
- 吉川正博（指導者：元全日本女子バレーボール監督）
- 石原昭久（指導者：元JTマーヴェラス監督）
- 楊成太（指導者：元NECブルーロケッツ監督）
- 成田貴志（指導者：鎮西高校女子バレー部監督）※日本代表
- 本多洋（指導者：崇徳高等学校バレー部監督）
- 南由紀夫（指導者：盛岡誠桜高等学校男子バレー部監督）※日本代表
- 清水克彦 ※日本人男子初のイタリアプロリーグ選手
- 三枝大地（指導者： アンダーカテゴリー日本女子代表監督）
- 酒井大祐（指導者：大阪マーヴェラス監督）
- 金子隆行（指導者：女子日本代表コーチ）
- 平野信孝 ※日本代表
- 王金剛 ※日本代表
- 宇佐美大輔（指導者：秋田県立雄物川高等学校男子バレー部監督）※北京五輪日本代表
- 枩田優介
- 八子大輔※2011年/2015年W杯日本代表
- 飯塚俊彦
- 井上航
- 久原翼
- 近裕崇

##### 女子
- 杉山明美 ※日本代表
- 及川英香
- 藤崎朱里
- 近江あかり ※日本代表
- 山口かなめ
- 吉村志穂
- 山岸あかね
- 家高七央子
- 石橋朋美
- 清水眞衣
- 小田桃香
- 山上有紀（デンソーエアリービーズ）
- 山内美咲
- 貞包里穂
- 深萱知代
- 松本愛希穂
- 金田莉実（KUROBEアクアフェアリーズ富山）
- 菊池杏菜（CSMブカレスト）
- 中川つかさ（NECレッドロケッツ川崎）
- 中田美緒 ※デフバレーボール日本代表
- 宮部愛芽世（大阪マーヴェラス）
- 佐々木遥子（NECレッドロケッツ川崎）
- 長友真由（PFUブルーキャッツ石川かほく）

#### プロレスラー
- 鶴見五郎
- 高山善廣（高山堂）
- MEN'Sテイオー（大日本プロレス）
- 田口隆祐（新日本プロレス）

#### 自動車
- 篠塚建次郎（ラリードライバー）
- 萩原光（レーシングドライバー）
- 密山祥吾（レーシングドライバー）
- 山下健太（レーシングドライバー・TOYOTA GAZOO Racing所属）

#### ウォータースポーツ
- 飯沼誠司（プロライフセーバー）
- 飯田加一（競艇選手）
- 茨隆太郎（英語版）（競泳選手・デフリンピックで19個のメダルを獲得）
- 金藤理絵（競泳選手・リオデジャネイロオリンピック金メダリスト）
- 今村元気（競泳選手・北京オリンピック代表）
- 津田真男（ボート競技 - シングルスカル選手）

#### 自転車競技
- 山宮正 - 元自転車競技選手
- 中込由香里 - MTB・クロスカントリー選手。2004年のアテネオリンピック出場
- 藤田征樹 - パラサイクリング選手。2008年の北京、2012年のロンドンの両パラリンピックメダリスト。リオデジャネイロパラリンピック銀メダリスト

##### 競輪
- 岸本元也 - 元競輪選手（九州東海大学中退）
- 寺井えりか - 女子競輪選手
- 永塚祐子 - 女子競輪選手
- 松岡篤哉 - 競輪選手。元陸上 走幅跳・三段跳選手。

#### ラグビー
- 小野航大
- 小野寺政人
- 木津武士（日本代表選手）
- 小原政佑
- 豊島翔平
- 豊田真人（日本代表選手）
- 沼田邦光
- 前川鐘平
- 三上正貴（日本代表選手）
- 向井昭吾（元日本代表選手・元日本代表監督）
- 森川海斗（日本代表選手）
- 安井龍太（日本代表選手）
- 吉田朋生（日本代表選手）
- リーチマイケル（日本代表選手）
- アタアタ・モエアキオラ（日本代表選手）
- 湯浅大智（東海大学付属仰星高等学校監督）

#### キックボクシング
- 鴇稔之（日本チャンピオン）
- 土屋ジョー（世界チャンピオン）

#### その他スポーツ
- 小松由佳 - K2日本人女性初登頂（登山家）
- 内田睦夫 - 社会人野球元選手・指導者。東京都立高島高等学校元校長。民間人校長第1号
- 武鑓正芳 - テニス選手
- 杉山しずか - 総合格闘家
- 橋田満 - 競馬調教師
- 宮塚英也 - トライアスリート（九州東海大学卒）
- 栄花直輝 - 剣道家（教士八段）・元日本代表
- 平出和也 - アルパインクライマー、山岳カメラマン
- 青木達哉 - 登山家・アルパインクライマー
- 渡邊守成 - 体操競技選手、新体操指導者、日本体操協会専務理事、第9代国際体操連盟会長、国際オリンピック委員会 (IOC) 委員、IOC東京オリンピックボクシングタスクフォース座長などを歴任。
- 菊池真琴 - プロボクサー

### 放送

#### テレビ
- 阿部芳美 - 中京テレビアナウンサー
- 依田司 - ウェザーニューズ気象予報士
- 根本宣彦 - 東北放送アナウンサー
- 杉山一雄 - 元関西テレビアナウンサー
- 小堀勝啓 - 元CBCテレビアナウンサー・フリーアナウンサー
- 桐田咲智代 - 元札幌テレビ放送アナウンサー・フリーアナウンサー
- 二宮正博 - 元NHKエグゼクティブアナウンサー
- 田中洋行 - NHKアナウンサー
- 杉山萌奈 - 新潟総合テレビアナウンサー
- 堀江舞 - 元サガテレビ・蕨ケーブルビジョンアナウンサー・フリーアナウンサー
- 渡邊哲夫 - フリーアナウンサー、ボイスワークス代表
- 宮宇地美穂 - 西日本放送アナウンサー
- 田名網駿一 - 熊本放送アナウンサー
- 福本実 - 福井放送報道制作局長、元アナウンサー
- 八木美佐子 - 山口放送アナウンサー
- 天野香寿美 - 元瀬戸内海放送・山口放送アナウンサー、通訳（英語・スペイン語）
- 大塚美咲 - テレビユー山形アナウンサー

#### ラジオ
- 鹿原徳夫（茨城放送アナウンサー）
- 菅野詩朗（フリーアナウンサー ← 文化放送アナウンサー）
- 千葉ひろみ（FM北海道アナウンサー）
- 宮崎文子（ニッポン放送報道部デスク）
- 小野ゆかり（フリーアナウンサー）
- 柴原紅（フリーアナウンサー・NHKラジオセンター専属契約キャスター）
- 萬谷宜子（フリーアナウンサー）

### その他
- 佐々木公一（ALS患者、わの会理事長、ALS罹患後に当大学院合格）